# 短縮URL
短縮URL（たんしゅくユーアールエル、英: shortened URL）は、長い文字列のURLを短くしたもの。リダイレクトを利用して本来の長いURLに接続する。

## 特徴
短縮URLの特徴として以下の点が挙げられる。

### スペースが節約できる
Twitterやインスタントメッセージなどでは携帯電話での入力を考慮し入力可能な文字数の上限は全角・半角合わせて数十文字から100文字強程度と少なく設定されている。たとえば、Twitterでは140文字以内に制限されている。このため、場合によっては60文字を超えるような長大なURLを短縮することは、限られた文字数への対策として有効である。
URL冒頭の http:// の部分は省略できず、きわめて文字数が少ない短縮URLサービスではボトルネックとなる。
またURLをQRコード化するような場合も、通常のURLだとコードの大きさが拡大し目が微細化するため印刷した際などに問題になりやすいが、短縮URLを使うことで情報量を減らし、コードのサイズを縮小できるほか微細化も防ぐことができる。

### 大文字・小文字の区別が必要である場合が多い
口頭でURLを読み伝える際、また携帯電話で入力するには、短縮されたURLは有効であるが、短縮されたURLに含まれるアルファベットの大文字・小文字は別の文字として区別され、誤ってしまうと全く別のサイトへとアクセスされることになるため、口頭で読み上げる際には「大文字エー」「小文字エー」のように、大文字と小文字を明確に区別するよう伝える必要がある。
ただし、アルファベット大文字しか使用しない・アルファベット小文字しか利用しないサービスもあり、その場合は区別する必要がない。

### 訪問者を欺き騙すことに使われる
短縮されたURLは一種のURLリダイレクトであるため、様々な形で悪用される。たとえば、フィッシング詐欺、アフィリエイト付きURLの隠蔽、コンピュータウイルスを仕込んだサイトやブラウザクラッシャーサイトへの誘導などがある。
利用者側が被害に遭わないためには、リダイレクト先（短縮元）のURLを事前に確認するようにしたり、フィッシング/マルウェア防止機能があるウェブブラウザを利用するなどの間接的な対策がある。

### 永続性に不安がある
使用しているURL短縮サービスの終了に伴い、そのURLが無効になる。
pixivが運営していた短縮URLサービス「p.tl」では、888万件のURLが登録されたが、2017年7月にサービス終了を告知、2017年9月にすべてのリンクが削除された。この例のように例え大手企業が経営するサービスであっても永続性が保証されない点について留意する必要がある。

## 著名なURL短縮サービス
使用文字種は、「大」=アルファベット大文字、「小」=アルファベット小文字、「数」=数字、「記」=記号を表している。
| URL          | 提供者               | 使用可能範囲                                          | 使用文字種類   | 使用言語 | 備考 |
| ------------ | -------------------- | ----------------------------------------------------- | -------------- | -------- | --- |
| tinyurl.com  | TinyURL, LLC.        | 自由                                                  | 大・小・数     | 英語     | 運営開始が2001年であり、短縮URLの先駆けサービスである。 |
| bit.ly       | Bitly                | 自由                                                  | 大・小・数     | 英語     | URLの末尾に「+」を加えると統計情報が閲覧可能。 |
| j.mp         | Bitly                | ログインユーザのみ                                    | 大・小・数     | 英語     | URLの末尾に「+」を加えると統計情報が閲覧可能。 |
| bitly.com    | Bitly                | ログインユーザのみ                                    | 大・小・数     | 英語     | URLの末尾に「+」を加えると統計情報が閲覧可能。 |
| goo.by       | Goo.by               | ログインユーザーのみ                                  | 大・小・数     |          | |
| short.io     | short.io             | ログインユーザーのみ                                  | 大・小・数     | 英語     | |
| qrtn.jp      | KADOKAWA Connected   | ログインユーザーのみ                                  | 大・小・数     | 日本語   | |
| lnk.to       | Linkfire             |                                                       |                |          | |
| goo.gl       | Google               | 自由                                                  | 大・小・数     | 英語     | URLの末尾に「.info」もしくは「+」を加えると統計情報が閲覧可能。 URLの末尾に「.qr」を加えると短縮後URLのQRコードが表示される。 2019年3月30日にサービスを終了した。2025年8月25日以降はすべてのリンクが 404 応答を返すようになり、機能無効となる。                                                                       |
| page.link    | Google               | Firebaseユーザー                                      | 大・小・数・記 | 英語     | Firebase Dynamic Linksによる短縮URL。 カスタム ドメインとpage.linkサブドメインでホストされているリンクがあり、後者の場合『「プロジェクトで登録する任意文字列のURL接頭辞」.page.link/「任意の文字列」』を短縮後URLに設定できる。 2025年9月25日をもって終了予定であり、期日以降はHTTP 404エラーを返し、機能無効となる。 |
| ow.ly        | HootSuite            | 自由                                                  | 大・小・数     | 英語     | |
| p.tl         | pixiv                | 自由                                                  | 大・小・数     | 日本語   | スパムに多く利用されたため、2011年9月に一時的にTwitterへの投稿が制限された。 2014年5月4日に新規URLの受付停止、2017年9月29日にサービス終了。 |
| pixiv.me     | pixiv                | pixivのユーザーページへのリンクに限る                 | 数             | 日本語   | |
| go.ascii.jp  | KADOKAWA             | 自由                                                  | 大・小・数     | 日本語   | 2017年8月末をもって短縮URLの新規作成終了。 |
| t.co         | Twitter              | Twitterでのツイート時に自動使用                       | 大・小・数     | 多国語   | TwitterのツイートでURLを使用した際に強制的に使用される。 Twitter社が容易にリンクに制限をかけることを目的としている。 |
| fb.me        | Facebook             | Facebookでの投稿時に限る                              | 大・小・数     | 多国語   | |
| amzn.to      | Amazon.com           | Amazonの商品ページへのリンクに限る                    | 大・小・数     | 多国語   | Bitlyのサービスを使用。 |
| youtu.be     | YouTube              | YouTubeの動画ページへのリンクに限る                   | 大・小・数     | 多国語   | |
| wp.me        | Wordpress.com        |                                                       |                |          | |
| y2u.be       | ファイアーレンチ     | YouTubeの動画ページへのリンクに限る                   | 大・小・数     | 多国語   | |
| r10.to       | 楽天                 | 楽天の商品ページへのリンクに限る                      | 大・小・数     | 多国語   | |
| s.nikkei.com | 日本経済新聞         | 日本経済新聞の記事ページへのリンクに限る              | 大・小・数     | 日本語   | Bitlyのサービスを使用。 |
| t.asahi.com  | 朝日新聞             | 朝日新聞の記事ページへのリンクに限る                  | 大・小・数     | 日本語   | Bitlyのサービスを使用。 |
| nico.ms      | ニコニコ             | ニコニコの動画・記事ページ等へのリンクに限る          | 小・数         | 多国語   | |
| nico.sc      | ニコニコ             | ニコニコの動画・記事ページ等へのリンクに限る          | 小・数         | 多国語   | 2013年7月のnico.ms障害時に使用された。 |
| ustre.am     | Ustream              | Ustreamのページへのリンクに限る                       | 大・小         | 多国語   | サービス終了。 |
| sdrv.ms      | マイクロソフト       | 旧 Microsoft SkyDriveでの共有リンクへのリンクに限る   | 大・小・数     | 多国語   | |
| 1drv.ms      | マイクロソフト       | Microsoft OneDriveでの共有リンクへのリンクに限る      | 大・小・数     | 多国語   | |
| aka.ms       | マイクロソフト       | マイクロソフト社のみ使用可能                          | 大・小・数     | 多国語   | |
| wolfr.am     | ウルフラム・リサーチ | ウルフラム・リサーチ社関係サービスへのリンクに限る    | 大・小・数・記 | 英語     | |
| sbux.jp      | スターバックス       | スターバックスのみ使用可能                            | 大・小・数     |          | |
| mdq.jp       | マクドナルド         | マクドナルドのみ使用可能                              | 大・小・数     |          | |
| mygap.jp     | GAP                  |                                                       | 大・小・数     |          | |
| hil.tn       | ヒルトン             |                                                       |                |          | |
| gigaz.in     | GIGAZINE             | GIGAZINEのみ使用可能                                  | 大・小・数     | 多国語   | Bitlyのサービスを使用。 |
| g.co         | Google               | Google社のみ使用可能                                  | 小             | 英語     | |
| w.wiki       | ウィキメディア財団   | Wikipediaとその姉妹プロジェクトのドメインのみ短縮可能 | 大・小・数     | 多国語   | |
| lin.ee       | LINE                 | LINE社のみ使用可能                                    | 大・小・数     | 多言語   | |
| is.gd        | is.gd                | 自由                                                  | 大・小・数・記 | 英語     | 姉妹サービスにv.gdがある。 |
| 00m.in       | 株式会社プライミンズ | 自由                                                  | 大・小・数     | 日本語   | |
| reut.rs      | ロイター             | ロイター社のみ使用可能                                | 大・小・数     | 多言語   | |
| ntl.fyi      | Netlify              | Netlify社のみ使用可能                                 | 大・小・数     | 英語     | |